# Boissy-sans-Avoir
Boissy-sans-Avoir is een gemeente in het Franse departement Yvelines (regio Île-de-France) en telt 519 inwoners (1999). De plaats maakt deel uit van het arrondissement Rambouillet.
De actrice Romy Schneider ligt in Boissy begraven.

## Geografie
De oppervlakte van Boissy-sans-Avoir bedraagt 4,0 km², de bevolkingsdichtheid is 129,8 inwoners per km².
De onderstaande kaart toont de ligging van Boissy-sans-Avoir met de belangrijkste infrastructuur en aangrenzende gemeenten.

## Demografie
Onderstaande figuur toont het verloop van het inwonertal (bron: INSEE-tellingen).